# 公春院
公春院（こうしゅんいん）は、東京都荒川区にある浄土宗の寺院。

## 概要
17世紀初頭、天台宗の晏清満海大行者によって開山された。
延宝年間（1673年～1681年）、岳誉唯称によって浄土宗の寺院となった
境内には、かつて「証拠の松」という樹齢五百年の松があった。1824年（文政7年）、土地に関する訴訟があった際に、当院の古さを証明する証拠になったことから名づけられた。しかし1934年（昭和9年）に枯死したため、伐採された。明治初期の地図には、日光街道に沿って幾つかの巨木が存在していたという。

## 交通アクセス
- 南千住駅より徒歩8分。